# Osiedle Chociszewskiego-Jarochowskiego w Poznaniu
Osiedle Chociszewskiego-Jarochowskiego – kwartał zwartej zabudowy miejskiej zlokalizowany na terenie Łazarza w Poznaniu przy ulicach Józefa Chociszewskiego (dawniej Eichendorfa) i Kazimierza Jarochowskiego.

## Charakterystyka
Osiedle to było jednym z pierwszych po II wojnie światowej szeroko zakrojonym projektem nowej zabudowy mieszkaniowej na terenie miasta (obok osiedli na Dębcu). Powstało w latach 1951-1954 i reprezentuje spójny zespół architektury socrealistycznej, bogatej w swych formach. Zabudowę czterokondygnacyjną zaprojektowano dla 650 rodzin. Zastosowano tu po raz pierwszy w Poznaniu stropy DMS (gęstożebrowe prefabrykowane stropy belkowo-pustakowe), a także nadproża okienne i drzwiowe w kształcie litery L (belki żelbetowe prefabrykowane). Blok pod numerem 46a-52a, stojący od strony Parku Kasprowicza zajął w 2011 pierwsze miejsce w konkursie na najlepszą termomodernizację elewacji w Poznaniu, organizowanym przez Stowarzyszenie Inwestycje dla Poznania, pod patronatem biura Miejskiego Konserwatora Zabytków.